# 伊勢崎市立第二中学校
伊勢崎市立第二中学校（いせさきしりつ だいにちゅうがっこう）は、群馬県伊勢崎市堀口町にある公立中学校。

## 所在地
- 群馬県伊勢崎市堀口町237-1

## 教育目標
「磨き合う英知　鍛え合う力　はぐくむ友情」

## 沿革
- 1947年 (昭和22年） - 学制改革により、名和村立名和中学校、豊受村立豊受中学校が開校する。
- 1955年 (昭和30年） - 市町村合併により、それぞれ伊勢崎市立名和中学校、伊勢崎市立豊受中学校となる。
- 1967年 (昭和42年） - 名和中学校、豊受中学校が統合し、新たに伊勢崎市立第二中学校が開校する。
- 1969年 (昭和44年)  - 鉄筋コンクリート４階建校舎完成。新校舎落成。
- 1984年 (昭和59年)  - 第四中学校開校、豊受小学校、坂東小学校区(大正寺町、富塚町、下道寺町、馬見塚町、長沼町、上蓮町、下蓮町、国領町、飯島町、羽黒町、福島町、八斗島町、除ケ町)の生徒が分離。
- 1985年 (昭和60年)  - 第一中学校との分離・統合が行われ、広瀬小学校区の生徒が当校に移籍。
- 1988年 (昭和63年)  - 新校舎が完成し、移転。新校舎落成。
- 1990年 (平成2年)  - 体育館完成。
- 1992年 (平成4年)  - 武道館「鍛心館(たんしんかん)」完成。
- 1993年 (平成5年)  - プール完成。

## 学区
韮塚町、阿弥大寺町、今井町、山王町、堀口町、中町、柴町、戸谷塚町、新栄町、ひろせ町および美茂呂町、茂呂南町、連取町の各一部
(伊勢崎市立名和小学校、伊勢崎市立広瀬小学校の学区)

## 著名な卒業生
- しまだしゃちょー（実業家、社会貢献家タレント、勝手に群馬応援大使「ぐんマニア」）